# マックスウェル・フロスト

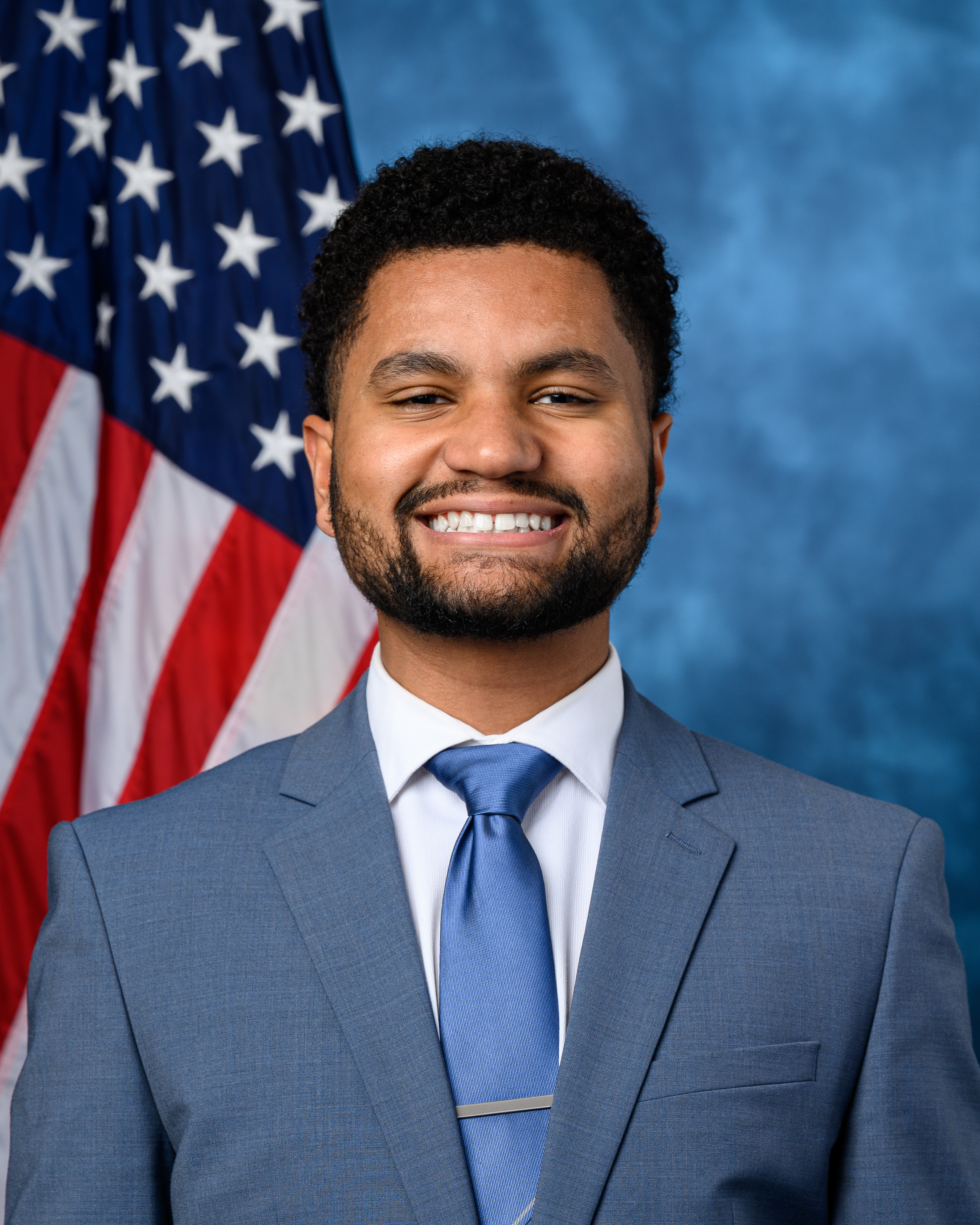

マクスウェル・アレハンドロ・フロスト（1997年1月17日 - ）は、プエルトリコ出身のアメリカの政治家、環境活動家であり2023年からフロリダ州第10選挙区の米国下院議員を務めている。
2022年8月の民主党予備選で民主党左派の支持を受け党候補に選ばれた。11月8日投開票の連邦下院選で25歳で当選したフロストは、米国議会の最年少議員であり、初のZ世代議員である。AOコルテスに次ぐ、Z世代、ジェネレーションレフトに最も人気のある政治家の一人である。民主党の中でも左派とされる。

## 生い立ち
1997年1月17日にレバノン系プエルトリコ人の父親と、ハイチ人の母親の元に生まれたヒスパニックである。幼少期に養子と成り、カンザス州のミュージシャンの家庭で育った。

## 政治的立場
フロストは少年時代から環境問題特に気候変動には熱心である。フロストはより強い銃規制に賛成している。パレスチナ問題に対しては、パレスチナ自治区をパレスチナ国として国家認証する事を主張している。国民皆保険の実現を主張している。
またトランプ政権の不法移民の強制送還にファシズム的だとして反対していおり、「反民主的な帝国となったアメリカは、自由の女神をフランスに返還するべきだ」と主張した。